# South Australia International 2019
Die South Australia International 2019 im Badminton fanden vom 12. bis zum 15. September 2019 in Adelaide statt.

## Sieger und Platzierte
| Disziplin    | Gold                            | Silber                           | Bronze                                |
| ------------ | ------------------------------- | -------------------------------- | ------------------------------------- |
| Herreneinzel | Ng Tze Yong                     | Lee Hyun-il                      | Ting Chen-chi                         |
| Herreneinzel | Ng Tze Yong                     | Lee Hyun-il                      | Lee Chia-hao                          |
| Dameneinzel  | Natsuki Nidaira                 | Yukino Nakai                     | Natsumi Shimoda                       |
| Dameneinzel  | Natsuki Nidaira                 | Yukino Nakai                     | Tung Ciou-tong                        |
| Herrendoppel | Kim Duk-young Kim Sa-rang       | Shia Chun Kang Tan Boon Heong    | Chen Xin-yuan Lin Yu-chieh            |
| Herrendoppel | Kim Duk-young Kim Sa-rang       | Shia Chun Kang Tan Boon Heong    | Philip Joper Escueta Paul John Pantig |
| Damendoppel  | Rin Iwanaga Kie Nakanishi       | Setyana Mapasa Gronya Somerville | Pearly Tan Thinaah Muralitharan       |
| Damendoppel  | Rin Iwanaga Kie Nakanishi       | Setyana Mapasa Gronya Somerville | Sun Wen-pei Wu Fang-chien             |
| Mixed        | Joshua Hurlburt-Yu Josephine Wu | Dejan Ferdinansyah Serena Kani   | Chi Yu-jen Lin Xiao-min               |
| Mixed        | Joshua Hurlburt-Yu Josephine Wu | Dejan Ferdinansyah Serena Kani   | Lim Ming Chuen Jiang Yingzi           |